# Pedro Rollán Ojeda
Pedro Manuel Rollán Ojeda (Madrid, 21 marzo 1969) è un politico spagnolo, Presidente del Senato di Spagna dal 17 agosto 2023.

## Biografia
Nato a Madrid il 21 marzo 1969 è membro del Partito Popolare (PP) dal 1994. Dal 2003 al 2023 ha diretto la sezione locale del partito di Torrejón de Ardoz, comune di cui è stato sindaco dal 2007 al 2015.
Eletto all'Assemblea di Madrid durante le elezioni del 2015, è stato poi nominato Ministro delle infrastrutture, dei trasporti e degli alloggi popolari nella giunta di Cristina Cifuentes e, a partire dal 2017, Ministro dell'ambiente, dell'ordinamento territoriale e dell'amministrazione locale nel Governo della Comunità di Madrid. Nel 2018, a seguito delle dimissioni di Cifuentes e della nomina a Presidente della Comunità del suo vice Ángel Garrido, Rollán Ojeda è divenuto Vicepresidente e Portavoce del Governo della Comunità, ricoprendo poi lui stesso, a partire dall'11 aprile 2019 le funzioni di Presidente ad interim in seguito alle dimissioni di Garrido, candidato col PPE alle elezioni europee.
Pur risultando nuovamente eletto all'Assemblea di Madrid nel maggio 2019 rassegna le sue dimissioni dal mandato parlamentare e nel novembre dello stesso anno viene eletto al Senato nella circoscrizione della capitale con oltre un milione di voti. Rieletto alle successive elezioni del 2023, viene poi nominato Presidente del Senato il 17 agosto 2023.